# لی چه مین
لی چه مین (کره‌ای: 이채민؛ زادهٔ ۱۵ سپتامبر ۲۰۰۰) بازیگر اهل کره جنوبی است. او در مجموعه‌های تلویزیونی لاو آل پلی (۲۰۲۲)، دوره فشرده عاشقانه (۲۰۲۳) و سلسله‌مراتب (۲۰۲۴) ایفای نقش کرده‌است.

## فیلم‌شناسی

### فیلم
| سال | عنوان           | نقش       | منابع |
| --- | --------------- | --------- | ----- |
| ن/م | Everyday We Are | اوه هو سو | [ ۱ ] |

### مجموعه تلویزیونی
| سال  | عنوان                       | نقش         | توضیحات               | منابع |
| ---- | --------------------------- | ----------- | --------------------- | ----- |
| ۲۰۲۱ | های کلس                     | آن سونگ جو  |                       | [ ۲ ] |
| ۲۰۲۲ | لاو آل پلی                  | لی جی هو    |                       | [ ۳ ] |
| ۲۰۲۲ | کیمیای روح: نور و سایه      | تاجر مشروب  | حضور افتخاری (قسمت ۱) | [ ۴ ] |
| ۲۰۲۳ | دوره فشرده عاشقانه          | لی سون جه   |                       | [ ۵ ] |
| ۲۰۲۳ | توی نوزدهمین زندگیم می‌بینمت | کانگ مین کی |                       | [ ۶ ] |

### مجموعه اینترنتی
| سال  | عنوان      | نقش     | منابع |
| ---- | ---------- | ------- | ----- |
| ۲۰۲۴ | سلسله‌مراتب | کانگ ها | [ ۷ ] |

### برنامه تلویزیونی
| سال        | عنوان       | منابع | منابع |
| ---------- | ----------- | ----- | ----- |
| ۲۰۲۲–اکنون | بانک موسیقی | مجری  | [ ۸ ] |

## جوایز و نامزدی‌ها
| مراسم جوایز                 | سال  | دسته                             | نامزد / اثر        | نتیجه | منابع |
| --------------------------- | ---- | -------------------------------- | ------------------ | ----- | ----- |
| جوایز وفاداری مشتری با برند | ۲۰۲۳ | تاثیرگذارترین بازیگر تازه‌کار مرد | دوره فشرده عاشقانه | برنده | [ ۹ ] |